# Глория (шторм)
Шторм «Гло́рия» — мощный внетропический циклон, обрушившийся на Испанию, Португалию, Францию, Марокко и Гибралтар в 2020 году. Является частью сезона Европейских штормов 2019—2020 гг.

## Последствия
21 января 2020 года шторм обрушился на Францию и оставил 25 тысяч домов без электричества. Порывы ветра местами достигали 100 километров в час. До этого, он вызвал в Испании снег и гигантские волны из пены. Эпицентр находился в зоне Валенсийской автономии и Балеарских островов. В двух южных регионах страны (Од и Восточные Пиренеи) повышен уровень опасности. Службы региона Од находились в состоянии повышенного внимания из-за проливных дождей и опасности наводнений. Аналогичная ситуация складывалась и в Восточных Пиренеях. Существовал также высокий риск схода лавин. По официальным данным, жертвами стихии стали двое мужчин и женщина в Гандии, провинциях Авила и Астурия. Обстоятельства гибели еще одного мужчины устанавливалась. Без вести пропали 4 человека в Жироне, Барселоне, Аликанте и на острове Мальорка.